# Kentdale
Kentdale är en ort i Australien. Den ligger i kommunen Denmark och delstaten Western Australia, omkring 350 kilometer söder om delstatshuvudstaden Perth. Orten hade 86 invånare år 2021.